# Ягаткіно
Яга́ткіно (рос. Ягаткино, чув. Якаткасси) — присілок у Чувашії Російської Федерації, у складі Чуманкасинського сільського поселення Моргауського району.
Населення — 93 особи (2010; 112 в 2002, 203 в 1979; 276 в 1939, 206 в 1926, 234 в 1906, 161 в 1858). Національний склад — чуваші, росіяни, татари.

## Історія
Історична назва — Яготкін. До 1866 року селяни мали статус державних, займались землеробством, тваринництвом. 1930 року утворено колгосп «Орбу». До 1927 року присілок перебував у складі Тораєвської волості Ядрінського повіту. 1927 року присілок переданий до складу Ядрінського району, 1929 року — до складу Татаркасинського, 16 січня 1939 року — до складу Сундирського, 17 березня 1939 року — до складу Совєтського, 1956 року — до складу Моргауського, 13 липня 1959 року — до складу Аліковського, 1 жовтня 1959 року — повернуто до складу Сундирського, 1962 року — повернуто до складу Ядрінського, 1964 року — повернутий до складу Моргауського району.

## Господарство
У присілку діють школа, клуб та магазин.